# Cymbidium macrorhizon
Cymbidium macrorhizon är en orkidéart som beskrevs av John Lindley. Cymbidium macrorhizon ingår i släktet Cymbidium, och familjen orkidéer. Inga underarter finns listade i Catalogue of Life.

## Bildgalleri

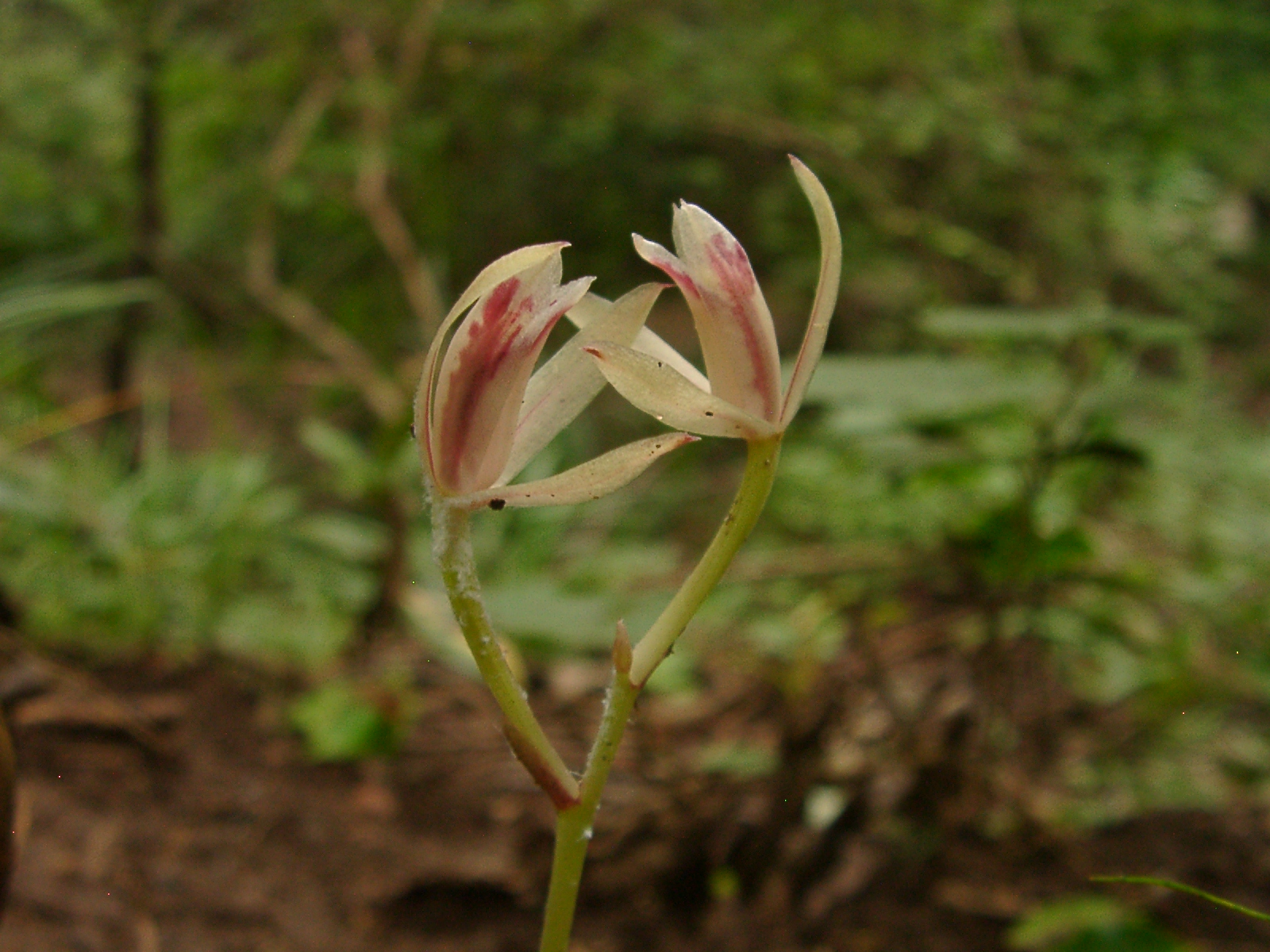